# Caesalpinia coccinea
Caesalpinia coccinea là một loài thực vật có hoa trong họ Đậu. Loài này được G.P.Lewis & J.L.Contr. miêu tả khoa học đầu tiên.